# Rumex limoniastrum
Rumex limoniastrum är en slideväxtart som beskrevs av Jaub. & Sp.. Rumex limoniastrum ingår i släktet skräppor, och familjen slideväxter. Inga underarter finns listade i Catalogue of Life.